# Programa de Jóvenes Pilotos del Circuit de Catalunya

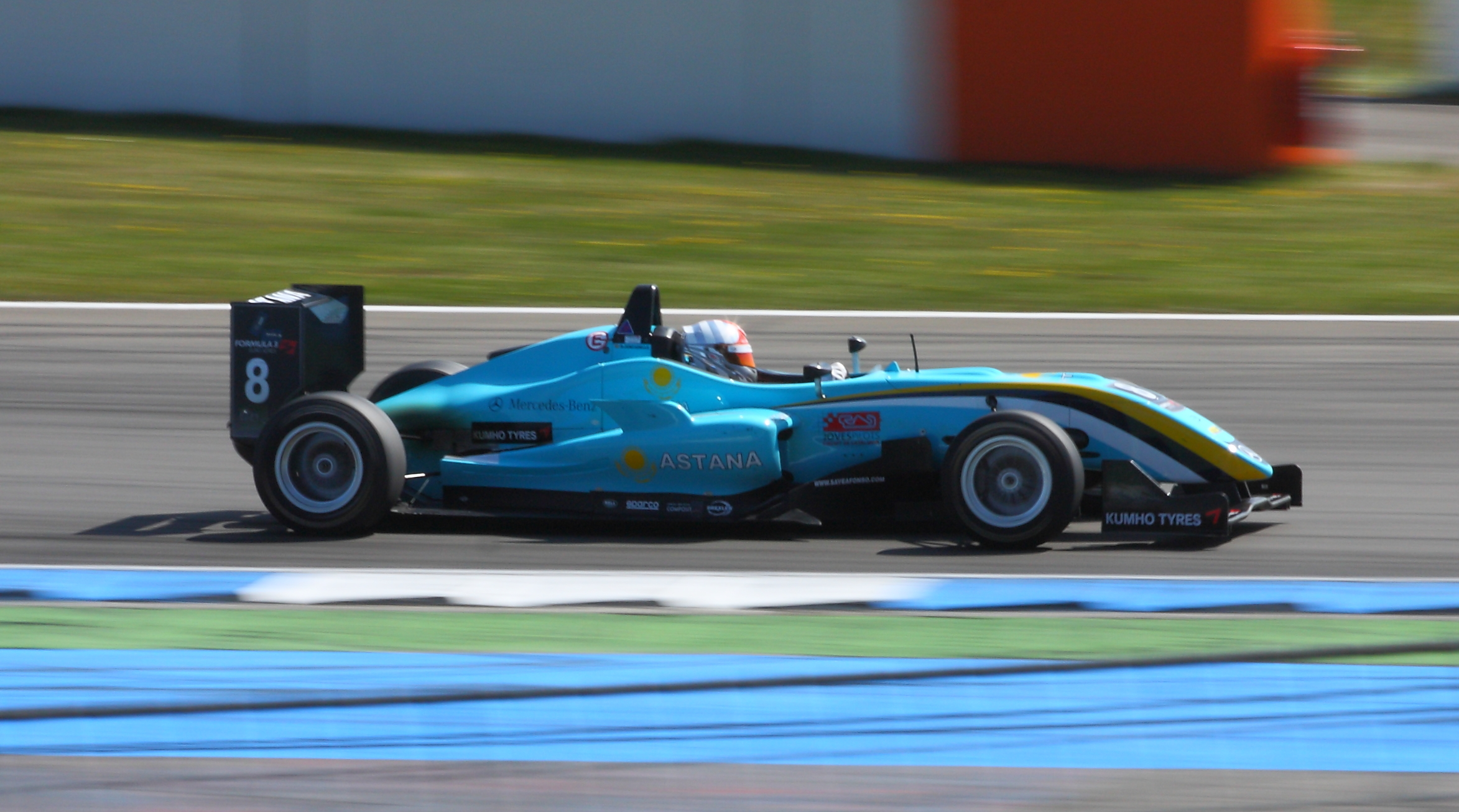
Dani Juncadella piloto del Programa de Jóvenes pilotos del Circuito, en la F3 Euroseries.

El Programa de Jóvenes Pilotos del Circuit de Catalunya (PJPCC) fue una iniciativa llevada a cabo por el Circuito de Cataluña que se consolidó como una de las principales plataformas para la promoción de jóvenes talentos catalanes con un gran futuro en el mundo de la alta competición. Entre ellos destacó Jaume Alguersuari que, con solo 19 años, dio el salto a la F1. Esta organización ofreció apoyo económico a los jóvenes pilotos que seleccionaban para que pudiesen llegar lejos en el mundo del motor.

## Pilotos
| Programa de Jóvenes Pilotos + ARC | Programa de Jóvenes Pilotos + ARC | Programa de Jóvenes Pilotos + ARC | Programa de Jóvenes Pilotos + ARC | Programa de Jóvenes Pilotos + ARC | Programa de Jóvenes Pilotos + ARC | Programa de Jóvenes Pilotos + ARC | Programa de Jóvenes Pilotos + ARC | Programa de Jóvenes Pilotos + ARC | Programa de Jóvenes Pilotos + ARC | Programa de Jóvenes Pilotos + ARC | Programa de Jóvenes Pilotos + ARC | Programa de Jóvenes Pilotos + ARC | Programa de Jóvenes Pilotos + ARC | Programa de Jóvenes Pilotos + ARC |
| Piloto                            | 2005                              | 2006                              | 2007                              | 2008                              | 2009                              | 2010                              | 2011                              | 2012                              | 2013                              | 2014                              | 2015                              | 2016                              | 2017                              | 2018                              |
| --------------------------------- | --------------------------------- | --------------------------------- | --------------------------------- | --------------------------------- | --------------------------------- | --------------------------------- | --------------------------------- | --------------------------------- | --------------------------------- | --------------------------------- | --------------------------------- | --------------------------------- | --------------------------------- | --------------------------------- |
| Jaime Alguersuari                 | K A                               | A                                 | A                                 | A                                 | A                                 |                                   |                                   |                                   |                                   |                                   |                                   |                                   |                                   |                                   |
| Miguel Molina                     | A                                 | A                                 | A                                 | A                                 | A                                 |                                   |                                   |                                   |                                   |                                   |                                   |                                   |                                   |                                   |
| Dani Clos                         | A                                 | A                                 | A                                 |                                   |                                   |                                   |                                   |                                   |                                   |                                   |                                   |                                   |                                   |                                   |
| Nil Montserrat                    | A                                 | A                                 |                                   |                                   |                                   |                                   |                                   |                                   |                                   |                                   |                                   |                                   |                                   |                                   |
| Daniel Campos-Hull                | K                                 | A                                 | A                                 | A                                 | A                                 |                                   |                                   |                                   |                                   |                                   |                                   |                                   |                                   |                                   |
| Aleix Alcaraz                     | K                                 | K A                               | A                                 | A                                 |                                   |                                   |                                   |                                   |                                   |                                   |                                   |                                   |                                   |                                   |
| Siso Cunill                       | K                                 | A                                 | A                                 |                                   |                                   |                                   |                                   |                                   |                                   |                                   |                                   |                                   |                                   |                                   |
| Oliver Campos-Hull                |                                   | A                                 |                                   |                                   |                                   |                                   |                                   |                                   |                                   |                                   |                                   |                                   |                                   |                                   |
| Dani Juncadella                   | K                                 |                                   | A                                 | A                                 | A                                 | A                                 | A                                 | A                                 | A                                 |                                   |                                   |                                   |                                   |                                   |
| Miki Monràs                       | K                                 | K                                 | K                                 | A                                 | A                                 | A                                 |                                   |                                   |                                   |                                   |                                   |                                   |                                   |                                   |
| Javier Tarancón                   |                                   | K                                 | K                                 | A                                 | A                                 |                                   |                                   |                                   |                                   |                                   |                                   |                                   |                                   |                                   |
| Genís Olivé                       |                                   |                                   | K                                 |                                   | A                                 | A                                 |                                   |                                   |                                   |                                   |                                   |                                   |                                   |                                   |
| Albert Costa                      | K                                 |                                   |                                   |                                   |                                   | A                                 |                                   |                                   |                                   |                                   |                                   |                                   |                                   |                                   |
| Alex Riberas                      |                                   |                                   |                                   |                                   | K                                 |                                   | A                                 | A                                 | A                                 | A                                 | A                                 | A                                 |                                   |                                   |
| Gerard Barrabeig                  |                                   |                                   |                                   | K                                 | K                                 |                                   | A                                 | A                                 | A                                 |                                   |                                   |                                   |                                   |                                   |
| Víctor Colomé                     |                                   |                                   |                                   |                                   | K                                 |                                   | A                                 | A                                 |                                   |                                   |                                   |                                   |                                   |                                   |
| Álex Palou                        |                                   |                                   |                                   |                                   |                                   |                                   |                                   |                                   |                                   | A                                 | A                                 | A                                 | A                                 |                                   |
| Xavier Lloveras                   |                                   |                                   |                                   |                                   |                                   |                                   |                                   |                                   |                                   |                                   |                                   |                                   | A                                 | A                                 |

| Icono | Significado                                |
| ----- | ------------------------------------------ |
| A     | Piloto apoyado en Fórmulas, Turismos o GTs |
| K     | Piloto becado en Karting                   |

| Marc Otero       | K | K | K | K |   |
| Jordi Cunill     | K | K | K |   |   |
| Artur Munné      | K |   | K | K |   |
| Adrià Doménech   |   |   | K | K | K |
| Adrián del Río   |   |   | K | K | K |
| Dani Simón       |   |   | K | K | K |
| Kevin Tenorio    |   |   | K | K | K |
| Pepe Oriola      |   |   | K | K | K |
| Oriol Dalmau     |   |   | K |   | K |
| Oscar González   |   |   | K |   | K |
| Abel Sequera     |   |   | K |   |   |
| Albert Susmozas  |   |   | K |   |   |
| Carlos Gil       |   |   |   | K | K |
| Víctor Majó      |   |   |   | K |   |
| Fernando Monje   |   |   |   | K |   |
| Jordi Oriola     |   |   |   |   | K |
| Cristian Arrabal |   |   |   |   | K |
| Ferran Méndez    |   |   |   |   | K |
| Jordi Barrera    |   |   |   |   | K |
| Pedro Hiltbrand  |   |   |   |   | K |